# 今治藩
今治藩（いまばりはん）は、伊予国北中部と島嶼を領有した藩。藩庁は今治城（現在の愛媛県今治市）。

## 略史
慶長5年（1600年）、豊臣時代に伊予国板島（後の宇和島市）で7万石を領有していた藤堂高虎は、関ヶ原の戦いの戦功により20万石に加増された。同時に今治市内にあった国分山城に移り今治藩が立藩した。しかし、国分山城は中世山城で城下町造営が不便なため、慶長7年（1602年）、今張浦に近世城郭建設と翌年に城下町建設に着手、慶長9年（1604年）、現在の今治市街地となる城と城下町が完成した。
高虎は、慶長13年（1608年）、伊賀国・伊勢国にて22万石に加増の上、領地替えとなり津藩に転出した。しかし、越智郡2万石が残されたので養子である高吉が今治城主となり残った。のち、寛永12年（1635年）、伊賀国名張に領地替えとなり藤堂氏の支配は終了した。
同年、伊勢国桑名藩より松平定行が伊予松山藩15万石に転封となり、同時にその弟定房が伊勢長島城7千石より3万石に加増され今治に入った。寛文5年（1665年）、定房は江戸城大御留守居役に任ぜられた。役料として武蔵国・下総国・常陸国から1万石を加増され、4万石となる。
2代藩主・定時は、嗣子・定陳に遺言として、定陳の弟・定直に関東領地のうち5千石を分知するよう残した。このため石高は3万5千石となった。元禄11年（1698年）には関東の領地5千石が収公となり、伊予国内の宇摩郡5千石を代替として与えられた。藩の財政を支えた産業として塩・白木綿・甘藷等が挙げられる。塩田開発を行い塩を特産とし、また、白木綿の生産を奨励した。
7代藩主・定剛は文化2年（1805年）、藩校の前身である講書場を構えた。文化4年（1807年）、講書場を拡充し藩校・克明館となる。
幕末の10代藩主・定法は文久3年（1863年）、軍備を洋式に改革し、沿岸に砲台を建造した。また、時勢を積極的に見極めようとし京に長く駐在し、幕府・勤王派の周旋に尽力した。慶応元年（1865年）の第二次長州征伐の際、情勢を見極めた上、朝廷側に付くことを決意した。慶応4年（1868年）の鳥羽・伏見の戦いでは、いち早く京に兵を進め御所の警護を行った。その後も藩兵の一部は官軍として、戊辰戦争では、奥州まで転戦した。今治藩の宗家で隣藩である伊予松山藩が将軍家の親族であることを理由に、鳥羽・伏見の戦いまで佐幕を通したこととは大きく異なった。
明治元年（1868年）、太政官布告により松平氏を返上し、菅原姓久松氏に復姓した。明治4年（1871年）、廃藩置県により今治県となった。その後、松山県・石鉄県を経て愛媛県に編入された。明治17年（1884年）、久松家は子爵となり華族に列した。

## 歴代藩主

### 藤堂家
外様　20万石　（1600年 - 1608年）
1. 高虎

### 松平〔久松〕家
譜代　3万石→4万石→3万5千石　（1635年 - 1871年）
1. 定房 3万石→加増により4万石
2. 定時
3. 定陳 分知により3万5千石
4. 定基
5. 定郷
6. 定休
7. 定剛
8. 定芝
9. 勝道
10. 定法

## 家老
- 服部伊織家
筆頭家老 1000石
  1. 服部正純
  2. 服部正令
  3. 服部正隆
  4. 服部正道
  5. 服部正恕
  6. 服部正順
  7. 服部正邁
  8. 服部泉
  9. 服部速水（泉の養子）

## 家老～髙山家【中世伊予国豪族～河野一族の武将】
- 初代 　 髙山甚兵衛 貞次 　《藤堂高吉公に勤仕》
- 2代目　田窪与右衛門　※初代 髙山甚兵衛 貞次の長女と婚姻《松平定房公に勤仕　長栄院の御徒格》《松平定時公に勤仕》
- 3代目　髙山半左衛門直治 《松平定陳公・松平定基公に勤仕　御徒目付》
- 4代目　桧垣甚左衛門　    《松平定基公・松平定郷公に勤仕　御次小姓　～後～　御金奉行》
- 5代目　髙山半左衛門直冨 《松平定郷公に勤仕　御次小姓　御納戸役　御金奉行》《松平定休公に勤仕》
- 6代目　髙山鉄三郎直好　 《松平定剛公に勤仕　御伽役》　　　　　　　　　　　　　　　　　　　　　　　　　　　 　　※ここまでの記録は、5代目 髙山半左衛門直冨が書にした『覚』の中にある「十干十二支」と年号により取りまとめたもの。後世の子孫に申し送るため、髙山家の家宝として代々受け継がれてきた。
- 【役職名詳細】…御徒→警備武士、御徒目付→目付より特命警護の頭、御次小姓→殿様の後に付き添う小姓、　　　　　　御納戸役→衣装・調度品一式の管理、御金奉行→金庫の管理・出納役、御伽役→殿様の話相手・幼児期の友達役
- 髙山一族は、（元) 河野郷（現）愛媛県西条市丹原町来見 に居住。７代目　記録なし、８代目　髙山直華、９代目　髙山岩男、10代目　髙山直樹、11代目　髙山盛枝（大阪へ移住）、12代目　髙山英輔、以降～髙山家には嫡男がなく、髙山姓の直系子孫は途絶える。
- 当時先祖が仕えた主君にならい、先祖代々曹洞宗を信仰。現在の菩提寺は「曹洞禅宗玉宝山 梅林寺」（大阪府豊中市）

- 伊予国
  - 宇摩郡のうち - 19村
  - 越智郡のうち - 81村